# Afonso Paez de Braga
Afonso Paez de Braga fue un trovador portugués del siglo XIII perteneciente a la lírica gallego-portuguesa.

## Biografía
Proviene de una familia perteneciente a la baja nobleza de Braga que en 1258 poseía propiedades en la región de Guimaraes. El estudioso António Resende de Oliveira cree que pudo tener relación con la familia Briteiros y que por ello tuvo acceso a la corte de Alfonso III. su posición en los cancioneros lo asocia los trovadores Men Rodriguez de Briteiros y Johan Mendiz de Briteiros.

## Obra
Se conservan 5 composiciones: cuatro cantigas de amor y otra de difícil catalogación de la que solo he llegado una estrofa, de la que se deduce que pudiera ser una cantiga de escarnio.